# Компания Кнауфских горных заводов
Акционе́рная компа́ния Кна́уфских го́рных заво́дов — акционерное общество, объединявшее металлургические заводы Кнауфского горного округа, учреждённое в Санкт-Петербурге в 1853 году. Вторая после Товарищества Суксунских заводов (образовано в 1848 году) акционерная компания уральских горных заводов. Получила название по имени бывшего владельца заводов округа А. А. Кнауфа.

## История

### Первые годы существования
В 1818 году Юго-Кнауфские заводы в результате общего кризиса в отрасли стали убыточными и были переданы А. А. Кнауфом в кредиторское управление банкира Ралля и предпринимателя Доути. Это не помогло погасить долги заводов, которые в 1828 году были переданы в казённое управление.
В 1853 году многочисленными кредиторами Кнауфа в Санкт-Петербурге была создана Акционерная компания Кнауфских горных заводов с целью возврата вложенных частных и казённых средств. На момент создания компании долг перед казной составлял 341 600 рублей. Компания объединила медеплавильные Юговский, Курашимский и Бизярский заводы, а также железоделательные Иргинские, Саранинские заводы. В 1853 году основной капитал общества составлял более 1,2 млн рублей (2437 акций по 500 рублей). Основной пакет (2 тыс. акций) принадлежал мелким акционерам, остальная часть (310 акций) — бывшим кредиторам А. А. Кнауфа. Стоимость недвижимого имущества компании оценивалась в 1,4 млн рублей. В 1854 году прибыль компании составила 112,3 тыс. рублей, в 1860 году — 19,1 тыс. рублей.
Стоимость активов в 1862 году оценивалась акционерами в 1 258 349 рублей. За 1861—62 отчётный год работы компании чистый убыток от деятельности составил 137 690 рублей. Наиболее убыточным было медеплавильное производство, максимальный убыток приносил Курашимский завод.
В апреле 1862 года компания получила от правительства помощь в сумме 60 тыс. рублей, из которых вычли текущие долги банку в 18 788 рублей. В ноябре 1862 года директора Правления компании действительный тайный советник Е. П. Ковалевский, действительный статский советник Г. В. Лерхе и петербургский купец первой гильдии А. А. Гитшов вышли к министру финансов М. Х. Рейтерну с предложением о продаже заводов. Ими был подготовлен проект контракта о передаче в аренду на 12 лет с 1 января 1863 года купцу А. В. Татаринову железоделательных заводов округа с обязательством выплатить 200 тыс. рублей и все долги заводов. Кроме того, по проекту контракта арендатор должен был выплачивать ежегодно по 10 тыс. рублей в качестве арендной платы и инвестировать в течение 1863—65 годов в модернизацию заводов 80 тыс. рублей. Татаринов в своём письме вынес встречное условие о причислении полученной в 1862 году казённой ссуды в 60 тыс. рубле к сумме общего долга, мотивируя тем, что в первые годы аренды потребуются инвестиции в обновление оборудования заводов. В марте 1863 года Петербургская сохранная казна, ставшая после закрытия Заёмного банка держателем долга Кнауфских заводов, одобрила предложение о передаче заводов в аренду на предложенных условиях. 8 марта 1863 года Александр II санкционировал рассрочку последней выданной ссуды на 37 лет. Но аренда так и не состоялась, поскольку заключение подобных договоров не входило в полномочия директоров компании, а общее собрание акционеров не было организовано.

### Остановка заводов
В 1862 году управляющий директор Б. И. Кениг предложил закрыть заводы на 5 лет с предоставлением рабочим земельных наделов, от которых они отказались при подписании уставных грамот. 26 января 1863 года Горный департамент с санкции министра финансов разрешил закрыть Курашимский и Бизярский заводы, а на период 1864—66 годов была приостановлена выплата долга по залогу заводов.
В июне 1862 года наводнение разрушило плотины в двух Саранинских заводов, многие заводские строения были разрушены. В результате производительность обоих заводов сократилась в 2 раза, что значительно ухудшило и без того плачевные финансовые показатели компании. Также Саранинские заводы и лесные дачи существенно пострадали от пожаров в апреле—мае 1864 года.

### Ликвидация компании
После ликвидации компании 31 августа 1864 года заводы вернулись в казённое управление с санкции Александра II и одновременно были выставлены на продажу. Управление заводами Министерство финансов возложило на П. П. Дорошина, которому предписывалось провести опись Кнауфских заводов. В докладе 1865 года Дорошин предложил поддерживать работу Юговского, Нижнесаранинского и Иргинских заводов, а Бизярский и Курашимский заводы остановить. Также высказывалась идея о списании казённых долгов предприятий с целью снижения нагрузки по обслуживанию долга. В июле 1865 года место управляющего Кнауфскими заводами занял Н. А. Грамматчиков. В конце 1866 году долги составляли уже 466 349 рублей.
В последующие годы Кнауфские заводы вновь получали государственные ссуды и несколько раз безуспешно выставлялись на продажу. В итоге предприятия были распродано по частям в качестве имений, а не горных заводов, за движимое имущество казна выручила 46 546 рублей.